# 일요매거진
《일요매거진》은 채널A에서 일요일 오후 5시 40분에 방송되었던 채널A의 일요일 저녁 시사 프로그램이다.

## 앵커
- 신치영
- 이동은

## 지상파 경쟁 프로그램
- 해피선데이
  - 1박 2일 (KBS 2TV) (2부 프로그램)
- 일밤
  - 세모방: 세상의 모든 방송 (MBC) (2부 프로그램)
- 일요일이 좋다
  - 런닝맨 (SBS) (2부 프로그램)